# Wang Jinfen
Wang Jinfen (chiń. 王锦芬; ur. 1 lipca 1969) – chińska biathlonistka. W Pucharze Świata zadebiutowała 7 lutego 1989 roku w Feistritz, zajmując 40. miejsce w biegu indywidualnym. Pierwsze pucharowe punkty zdobyła 16 stycznia 1992 roku w Ruhpolding, zajmując 25. miejsce w tej samej konkurencji. Najlepsze wyniki osiągnęła w sezonie 1992/1993, kiedy zajęła 52. miejsce w klasyfikacji generalnej. W 1989 roku wystąpiła na mistrzostwach świata w Feistritz, gdzie zajęła 40. miejsce w biegu indywidualnym, dziewiąte w biegu drużynowym, 32. miejsce w sprincie i dziewiąte w sztafecie. Podczas rozgrywanych sześć lat później mistrzostw świata w Anterselvie, zajęła 49. miejsce w biegu indywidualnym, szóste w biegu drużynowym, 45. miejsce w sprincie i dziesiąte w sztafecie. W 1992 roku wystartowała na igrzyskach olimpijskich w Albertville, gdzie uplasowała się na 54. pozycji w biegu indywidualnym i 35. pozycji w sprincie. Brała też udział w igrzyskach w Lillehammer w 1994 roku, zajmując 24. miejsce w biegu indywidualnym, 41. miejsce w sprincie i 14. w sztafecie.

## Osiągnięcia

### Igrzyska olimpijskie
| Rok  | Miejscowość | Konkurencje | Konkurencje | Konkurencje | Konkurencje | Konkurencje | Konkurencje | Konkurencje |
| Rok  | Miejscowość | IN          | SP          | PU          | MS          | RL          | MR          | SR          |
| ---- | ----------- | ----------- | ----------- | ----------- | ----------- | ----------- | ----------- | ----------- |
| 1992 | Albertville | 65.         | 35.         | nd.         | nd.         | –           | nd.         | –           |
| 1994 | Lillehammer | 24.         | 41.         | nd.         | nd.         | 14.         | nd.         | –           |

### Mistrzostwa świata
| Rok  | Miejscowość | Konkurencje | Konkurencje | Konkurencje | Konkurencje | Konkurencje | Konkurencje | Konkurencje |
| Rok  | Miejscowość | IN          | SP          | PU          | MS          | RL          | MR          | SR          |
| ---- | ----------- | ----------- | ----------- | ----------- | ----------- | ----------- | ----------- | ----------- |
| 1989 | Feistritz   | 40.         | 32.         | nd.         | nd.         | 9.          | nd.         | –           |
| 1995 | Anterselva  | 49.         | 45.         | –           | nd.         | 10.         | nd.         | –           |

### Puchar Świata

#### Miejsca w klasyfikacji generalnej
| Sezon     | Miejsce |
| --------- | ------- |
| 1988/1989 | -       |
| 1991/1992 | 76.     |
| 1992/1993 | 52.     |
| 1993/1994 | ?       |
| 1994/1995 | -       |
| 1995/1996 | 57.     |
| 1997/1998 | -       |

#### Miejsca na podium chronologicznie
Wang nigdy nie stanęła na podium zawodów PŚ.